# 58
| 58                 |
| ------------------ |
| Dødsfald - Fødsler |
|                    |

| Gregoriansk kalender | 58 LVIII                |
| Ab urbe condita      | 811                     |
| Armensk kalender     | I/T                     |
| Kinesiske kalender   | 2754 – 2755 丁巳 – 戊午 |
| Etiopisk kalender    | 50 – 51                 |
| Jødisk kalender      | 3818 – 3819             |
| Hindukalendere       |                         |
| - Vikram Samvat      | 113 – 114               |
| - Shaka Samvat       | N/A                     |
| - Kali Yuga          | 3159 – 3160             |
| Iransk kalender      | 564 BP – 563 BP         |
| Islamisk kalender    | 582 BH – 581 BH         |

Se også 58 (tal)